# Ariane Matiakh
Ariane Matiakh, née le 2 janvier 1980 à Paris, est une cheffe d'orchestre française.
Son répertoire s’étend aujourd’hui de nombreux opéras à des œuvres symphoniques et des ballets, de la musique baroque à la création contemporaine.

## Biographie

### Formation
Fille des artistes lyriques Béatrice Cramoix et Yvan Matiakh, Ariane Matiakh grandit dans un environnement musical riche et déploie très jeune un don particulier pour le piano.
Elle obtient ses prix de piano, musique de chambre, direction d'orchestre au Conservatoire à rayonnement régional de Reims ; celui d'accompagnement au piano au Conservatoire à rayonnement régional de Rueil-Malmaison.
De 2002 à 2005, Ariane Matiakh étudie plus avant la direction d'orchestre à la Musik Hochschule de Vienne auprès de Leopold Hager, de Yuji Yuasa et de Seiji Ozawa lors de master classes.
À cette époque, on la retrouve également au sein du chœur Arnold Schönberg, sous la direction notamment de Nikolaus Harnoncourt et Adam Fischer.

### Carrière
En 2005, Ariane Matiakh est nommée à l'unanimité chef assistant de l'Orchestre-Opéra national de Montpellier y dirige pendant trois saisons de très nombreux concerts.
Elle y assiste  Emmanuel Krivine, Armin Jordan, James Conlon, Lior Shambadal (en), Friedemann Layer, Lawrence Foster, Alain Altinoglu, Jerzy Semkow, Bernard Kontarsky.

Son remplacement au pied levé de James Conlon en mai 2006 dans la 7e Symphonie de Chostakovitch est très remarqué et marque le début de sa carrière internationale.
Elle est ensuite engagée à l’Opéra-Comique de Berlin, à l’Opéra royal de Stockholm, puis entre autres autre à l’Opéra d’Amsterdam, Bruxelles, Göteborg, Graz, Nice, Strasbourg et Halle.
Elle est invitée à diriger des formations musicales de premier plan, entre autres les Orchestres de la Radio de Berlin, l’Orchestre de Paris, le Wiener Symphoniker, l’Orchestre philharmonique de Hambourg, l’Orchestre symphonique de la Radio de Suède, l’Orchestre philharmonique de Dresde, la Staatskapelle de Halle, l’Orchestre symphonique de la Radio de Cologne et de Leipzig, l’Orchestre du Capitole de Toulouse, le Sinfonieorchester Basel et l’Orchestre philharmonique de Strasbourg. En 2020, elle est invitée au Royal Opera House de Londres pour une production de « La Bohème ».
Elle travaille avec les solistes Roberto Alagna (au Théâtre des Champs-Élysées), Gautier Capuçon, Nicholas Angelich, Julian Steckel, Anne Gastinel, Lawrence Power, François-Frédéric Guy, Georges Pludermacher, Olivier Latry. Elle collabore également avec les comédiennes Sylvie Testud, Emmanuelle Gaume, Andrea Eckert.
Elle dirige les créations mondiales d’œuvres de Richard Dubugnon, de Bechara El-Khoury et de Mikael Karlsson (en). Ariane Matiakh collabore régulièrement avec le compositeur Éric Tanguy.
En novembre 2020, elle dirige Penthesilea de Pascal Dusapin avec l'Orchestre de Paris,,.
Depuis 2022, Ariane Matiakh est cheffe principale de la Württembergische Philharmonie Reutlingen (de). En 2025, elle est prolongée à ce poste pour une durée de trois ans, jusqu'en 2028.

## Décorations
- Chevalier de l'ordre des Arts et des Lettres, sur nomination de la ministre de la Culture Aurélie Filippetti en janvier 2014.
- Officier de l'ordre des Arts et des Lettres, sur nomination de la ministre de la Culture Rima Abdul Malak, arrêté du 17 octobre 2022.

## Récompenses et distinctions
- Lauréate de la première édition « Talents chefs d'orchestre Adami » en 2008.
- Finaliste au Concours de direction Donatella Flick en 2009, elle dirige l'Orchestre symphonique de Londres lors de la finale.
- Annoncée « Révélation chef d'orchestre » aux Victoires de la musique classique en 2009, et dirige l'Orchestre national de Lorraine en direct sur France 3 lors de la soirée de remise des prix.

## Enregistrements
- Charles Koechlin : Nocturne « Vers la voûte étoilée » op. 129, hr-Sinfonieorchester - Frankfurt Radio Symphony,(Youtube), 2021.
- Francis Poulenc/ Jean Françaix : concertos pour deux pianos[10],[11],
- Francis Poulenc : Suite Les Animaux modèles. Mona et Rica Bard, Deutsche Staatsphilharmonie Rheinland-Pfalz (Capriccio, 2015).
- Johanna Doderer : Symphonie n.2, Concerto pour violon. Yuri Revich, Deutsche Staatsphilharmonie Rheinland-Pfalz (Capriccio, 2015)*
- Zara Levina : les deux Concertos pour piano. Maria Lettberg, Orchestre symphonique de la radio de Berlin (Capriccio, 2017), nomination aux Grammy Awards 2018.
- Album CLARA : Ludwig van Beethoven : Concerto pour piano n.4 / Clara Schumann : Concerto pour piano. Ragna Schirmer, Staatskapelle Halle (Berlin Classics, 2017)
- Harald Genzmer : Concerti. Olivier Triendl, Patrick Demenga, Jörgen van Rijen, Rundfunk-Sinfonieorchester Berlin  (Capriccio, 2017)
- Richard Strauss, "Aus Italien" / Ermanno Wolf-Ferrari "Suite Veneziana". Rundfunk-Sinfonieorchester Berlin  (Capriccio, 2018)
- Ernst von Dohnányi, "The veil of Pierrette". ORF Vienna Radio Symphony orchestra (Capriccio 2019)
- Ernst von Dohnányi, Piano Concertos 1 & 2. Sofja Gülbadamova, Deutsche Staatsphilharmonie Rheinland-Pfalz (Capriccio 2019
- Max Bruch, Concerto pour deux pianos, Suite sur des thèmes Russes. Mona et Rica Bard, Staatskapelle Halle (Capriccio 2020)